# Le Thor
Le Thor är en kommun i departementet Vaucluse i regionen Provence-Alpes-Côte d'Azur i sydöstra Frankrike. Kommunen ligger i kantonen L'Isle-sur-la-Sorgue som tillhör arrondissementet Avignon. År 2022 hade Le Thor 8 887 invånare.

## Befolkningsutveckling
Antalet invånare i kommunen Le Thor
| Referens: INSEE |